# باول سبرنجر
باول سبرنجر (بالإنجليزية: Paul Sprenger)‏ هو محامي أمريكي، ولد في 8 سبتمبر 1940 في ستيلووتر في الولايات المتحدة، وتوفي في 29 ديسمبر 2014 في كوراساو في مملكة هولندا.